# روش‌های اخلاق
روش‌های اخلاق (انگلیسی: The Methods of Ethics) کتابی است دربارهٔ اخلاق که اولین بار در سال ۱۸۷۴ توسط فیلسوف انگلیسی هنری سیجویک منتشر شد. دانشنامه فلسفه استنفورد نشان می‌دهد که روش‌های اخلاق «از بسیاری جهت‌ها اوج سنت سودمندی کلاسیک را نشان می‌دهد». جان رالز، فیلسوف اخلاق و سیاسی برجسته در چاپ هفتم آن می‌گوید روش‌های اخلاق «روشن‌ترین و در دسترس‌ترین صورت‌بندی… «دکترین سودمندی کلاسیک» است. پیتر سینگر، فیلسوف فایده‌گرای معاصر، گفته است که روش‌های اخلاق «بهترین کتابی است که در مورد اخلاق نوشته شده است».
هدف اصلی کتاب ارائه گزارشی منسجم از اصول اخلاق عقل سلیم است. سه روش کلی انتخاب‌های اخلاقی که معمولاً در اخلاق عادی استفاده می‌شود عبارتند از: شهودگرایی (با پیروی از اصول کلی)، خودگرایی (ترویج رفاه خود) و فایده‌گرایی (ارتقای رفاه همه). به عقیده سیدگویک، شهودگرایی و فایده‌گرایی با یکدیگر هماهنگ هستند، اما منی‌گرایی را نمی‌توان با فایده‌گرایی منطبق کرد و در نتیجه «دوگانگی عقل عملی» به وجود می‌آید.

## عقل سلیم و سه روش اخلاق
سیجویک مانند ارسطو معتقد بود که تأمل منسجم در مورد اخلاق باید با طرز فکر مردم عادی در مورد رفتار اخلاقی آغاز شود - چیزی که او آن را «اخلاق عام» می‌نامد. هدف اصلی او در روش‌های اخلاق ارائه یک «بررسی منظم و دقیق، در عین حال تشریحی و انتقادی، از روش‌های مختلف برای به‌دست آوردن اعتقادات مستدل در مورد آنچه باید انجام شود، اعم از صریح یا ضمنی) در آگاهی اخلاقی از نوع بشر است.» (روش‌های اخلاق، ص. vii). تمرکز او در درجه اول بر شرح تفصیلی اخلاق عقل سلیم است. او سعی نمی‌کند از هیچ نظریه خاصی دربارهٔ اخلاق از جمله فایده‌گرایی دفاع کند، و در بسیاری از بخش‌های روش‌های اخلاق به‌طور مثبت از آن صحبت می‌کند؛ هدف سیجویک صرفاً توضیح نیست. او همچنین می‌خواهد اخلاق معمولی را با ذکر نکاتی که در آن‌ها مبهم، توسعه‌نیافته یا ناهماهنگ است، شفاف‌سازی، نظام‌بندی و بهبود بخشد و سپس راه‌هایی را برای رفع این مشکلات پیشنهاد کند.
سیجویک روش‌های اخلاق را به‌عنوان رویه‌های عقلانی «برای تعیین رفتار درست در هر مورد خاص» تعریف می‌کند. او مدعی است که سه روش کلی برای انتخاب ارزش وجود دارد که معمولاً در اخلاق معمولی مورد استفاده قرار می‌گیرد: شهودگرایی، خودگرایی، و فایده‌گرایی. شهودگرایی دیدگاهی است که می‌توانیم مستقیماً متوجه شویم که برخی از اعمال درست یا نادرست هستند و می‌توانیم قواعد اخلاقی بدیهی و الزام‌آور را درک کنیم. خودگرایی یا «هدونیسم خودخواهانه» مدعی است که هر فردی باید به‌دنبال بزرگ‌ترین خوشبختی خود باشد. سودگرایی یا «هدونیسم جهانی» این دیدگاه است که هر فرد باید در کل بیشترین میزان شادی را ترویج کند.

## هماهنگی و تضاد میان روش‌ها
بیشتر کتاب ۵۰۰ صفحه‌ای سیجویک به بررسی دقیق و منسجم این سه روش اختصاص داده شده است. او مشکلات متعدد را با هر روش شناسایی می‌کند و اغلب پیشنهادات روشن و اصلاحات را برای ارائه آن‌ها در بهترین حالت ممکن ارائه می‌دهد. او امیدوار است که این سه روش با هم سازگار باشند، تا عقل عملی همبستگی داشته باشد و با یک صدای روشن و متحد با ما صحبت کند. او استدلال می‌کند که این امید فقط می‌تواند تا اندازه‌ای برآورده شود.
او ادعا می‌کند که دو روش شهودگرایی و فایده‌گرایی می‌توانند کاملاً هماهنگ شوند. در شهودگرایی معتقد است که ما دانش شهودی، یعنی غیراستنتاجی‌ای از اصول اخلاقی داریم که برای آگاه‌کننده بدیهی است. معیارهای این نوع دانش عبارتند از این که با عبارات واضح بیان شوند، اصول مختلف با یکدیگر هم‌خوانی داشته باشند و در مورد آن‌ها اتفاق نظر کارشناسان وجود داشته باشد. به گفته سیجویک، اصول اخلاقی عقل سلیم موفق به قبولی در این آزمون نمی‌شوند، اما اصول انتزاعی‌تری وجود دارد که آن را با موفقیت پشت سر می‌گذارند، مانند این که «آنچه برای من درست است باید برای همه افراد در شرایط دقیقاً مشابه درست باشد» یا این‌که «یک فرد باید به‌طور یکسان به تمام بخش‌های زمانی زندگی خود توجه داشته باشد». سیجویک ادعا می‌کند که این اصول انتزاعی کاملاً با فایده‌گرایی سازگار هستند و در واقع برای ارائه مبنایی عقلانی برای نظریه فایده‌گرایانه ضروری هستند. علاوه بر این، سیجویک استدلال می‌کند که شهودگرایی در قابل دفاع‌ترین شکل خود با پیش‌فرض‌های نهفته سودگرایانه اشباع شده است؛ بنابراین، برخلاف آنچه اکثر علمای اخلاق معتقدند، هیچ تضاد اساسی بین شهودگرایی و فایده‌گرایی وجود ندارد.
مشکل در تراز منفعت‌گرایی با خودگرایی است. سیجویک معتقد است که اصول اساسی خودگرایی («به دنبال بزرگ‌ترین شادی خود برو») و فایده‌گرایی («ترویج شادی عمومی») هر دو بدیهی هستند. مانند بسیاری از اخلاق‌گرایان قبلی، استدلال می‌کند که منفعت شخصی و اخلاق در اکثر موارد با هم منطبق هستند. اما آیا می‌توان ثابت کرد که همیشه منطبق هستند؟ سیجویک استدلال می‌کند که نمی‌توان اثبات کرد. برای مثال، مواقعی وجود دارد که منافع عمومی ممکن است مستلزم قربانی کردن نفع شخصی باشد (مثلاً تسلیم مردن جان خود برای نجات یک سرباز هم‌رزم). تنها راهی که وظیفه و منفعت شخصی لزوماً هم‌پوشانی دارند این است که خدا وجود داشته باشد و او از طریق مجازات‌ها و پاداش‌های مناسب اطمینان حاصل کند که انجام کارهای اخلاقی همیشه به‌نفع شخص است. اما سیجویک استدلال می‌کند که توسل به دین در اخلاق فلسفی نامناسب است، چرا که در کنار گذاشتن مفروضات الهیاتی یا فراطبیعت‌گرایانه باید «علمی» باشد. نتیجه نسبتاً ناامیدکننده این است که یک «تضاد اساسی» در آگاهی اخلاقی ما وجود دارد، یک «دوگانگی عقل عملی». شهود اخلاقی ما با دو صدای متضاد با ما صحبت می‌کند، و هیچ راه آشکاری برای حل اختلاف وجود ندارد.

## تأثیر
روش‌های اخلاق سیجویک به دلایل بسیاری مهم بود، و هست. اگرچه فایده‌گرایان پیشین مانند ویلیام پیلی، جرمی بنتام، و جان استوارت میل نسخه‌هایی از اخلاق فایده‌گرا را ترسیم کرده بودند، سیجویک اولین نظریه‌پردازی بود که این نظریه را به تفصیل توسعه داد و چگونگی ارتباط آن با سایر نظریه‌های اخلاقی رایج و اخلاق متعارف را بررسی کرد. تلاش‌های او برای نشان دادن این‌که فایده‌گرایی اساساً با ارزش‌های اخلاقی مشترک سازگار است، به رواج اخلاق سودگرایانه در اواخر قرن نوزدهم و اوایل قرن بیستم کمک کرد. روش دقیق، پر زحمت و مفصلی که سیجویک در مورد مسائل اخلاقی طرح می‌کند تأثیر مهمی بر جنرال ادوارد مور، برتراند راسل و سایر بنیان‌گذاران فلسفه تحلیلی انگلیسی-آمریکایی داشت. درک پارفیت و پیتر سینگر، اخلاق‌دانان معاصر، سیجویک را به‌عنوان شخص تأثیرگذار بر اندیشه‌هایشان پذیرفته‌اند. همان‌طور که جی بی اشنیویند، اشاره کرده است، روش‌های اخلاق به‌عنوان یکی از بهترین آثار فلسفه اخلاقی که تاکنون نوشته شده است، تلقی می‌شود. روایت او از فایده‌گرایی کلاسیک بی‌نظیر است. بحث‌های او دربارهٔ وضعیت کلی اخلاق و مفاهیم اخلاقی خاص الگوهایی از وضوح و تیزبینی است. بینش او در مورد روابط بین خودگرایی و فایده‌گرایی تحقیقات بسیار ارزشمندی را برانگیخته است. و روش او در چارچوب‌بندی مسائل اخلاقی، با پرسش در مورد روابط بین باورهای عقل سلیم و بهترین نظریه‌های موجود، بسیاری از دستور کارها را برای اخلاق قرن بیستم آماده کرده است.